# Долгожитель
Долгожи́тель — человек, отличающийся долголетием. Согласно классическому определению, долгожителями считаются люди в возрасте 90 лет и старше. Под этим термином люди в основном имеют в виду человека, дожившего до 100 лет и больше. Для людей доживших до 110 лет есть термин супердолгожитель. Максимальный документально подтверждённый рекорд долголетия — 122 года — принадлежит француженке Жанне Кальман, которая умерла в 1997 году (в возрасте Кальман существуют сомнения). В 2022 году в возрасте 119 лет умерла японская долгожительница Канэ Танака (этот рекорд не ставят под сомнение).
Среди мужчин больше всего прожил японец Дзироэмон Кимура — 116 лет.

## Верификация
Верифици́рованным (проверенным, подтверждённым) называется долгожитель, дата рождения которого подтверждается достоверно проверенными документами: свидетельством о рождении, записями в церковных книгах. Подтверждение фиксируется такими организациями, как Группа геронтологических исследований (с 1990 года) и Книга рекордов Гиннесса.
Декларируемый долгожителями возраст нередко больше истинного, причём не все люди преднамеренно завышали свой возраст. В тех местах, где отсутствовали записи о рождениях, возраст определяли по неформальным свидетельствам, которые лишены документальной точности. Когда там начинали специально фиксировать дату рождения живущих и дату рождения и смерти всех умерших, число долгожителей резко снижалось — количество 110-летних людей уменьшалось на 69-82 %. Однако в регионах, где документальный учёт рождений и смертей ведётся несколько столетий, ошибки в документах встречаются редко, намного чаще люди сознательно завышают свой возраст или родственников, часто с целью получения денег. Например, при научной верификации возраста долгожителей Азербайджана выяснилось, что у половины из них возраст завышен, чаще всего на 2-3 года, однако у некоторых истинный возраст на 30 лет меньше, чем указан в документах. Также встречаются случаи, когда родственники не регистрируют смерть, давно мёртвый человек по документам считается живым, и его родственники получают пенсию за умершего. Такие ситуации характерны для стран третьего мира, но встречаются и в развитых странах, например, в Греции и Японии. При этом в Японии после обнаружения в 2010 году мумифицированного тела Согэна Като, долгое время считавшегося старейшим мужчиной Токио, выяснилось, что из 238 тысяч зарегистрированных долгожителей большинство давно мертвы, после проверки реально живущих из них оказалось немногим больше 40 тысяч человек.
Ещё одна страна, где аномально много долгожителей — Италия, где люди старше 100 лет массово зарегистрированы в Сардинии. Там учёные заметили аномалию в вероятности смерти — анализ итальянских статистических данных показал, что вероятность смерти по достижении 105 лет перестаёт увеличиваться, причём эта аномалия характерна для конкретных географических мест, а механизм такой аномалии не имеет научного объяснения. Австралийский исследователь Сол Ньюман (англ. Saul Justin Newman) объяснил это ошибками статистического учёта на территории, где зарегистрированы эти пожилые люди, в результате чего возраст значимого количества живущих там людей завышен. По его расчётам, достаточно одной ошибки на 500 метрических записей о рождениях, чтобы через сто лет в статистических данных получился выявленный эффект.

## Статистика по странам
По данным ООН в 2019 году на Земле жили 533 000 людей старше 100 лет, а в 2000 году их было около 151 000, 80 % из них — женщины.

### Россия
На начало 2020 года в России жили 22 600 человек старше 100 лет. Учитывая, что на 1 января 2020 г. население России составляло 146,2 млн человек, по одному столетнему долгожителю приходилось на каждые 6469 жителей.

### Беларусь
В Минске с населением 1,9 млн человек проживает (по состоянию на 2023 г.) 46 столетних долгожителей, по одному столетнему долгожителю на 40,5 тыс. человек.

### Великобритания
В Великобритании, согласно статистике 2011 года, насчитывается 9 тысяч человек, перешагнувших 100-летний рубеж, по одному столетнему долгожителю на каждые 6777 жителей страны.

### Куба
По данным кубинского минздрава, на 2011 год на Кубе проживает 1551 человек, перешагнувший 100-летний рубеж. Учитывая численность населения страны (11,2 млн человек), один столетний кубинец приходится на каждые 7222 человека.

### Чехия
По данным чешской службы соцобеспечения, в Чехии на апрель 2011 г. проживает 361 долгожитель, родившийся до 1911 года, среди которых 305 женщин и 56 мужчин. Учитывая численность населения Чехии, один столетний чех приходится на каждые 29 тыс. человек.

### Швеция
По данным Статистического комитета Швеции на 2011 год, в стране с населением в 9 млн. 417 тыс. человек число людей, возраст которых превысил 100 лет, достигло 1600 человек. Один столетний долгожитель приходится на каждые 5888 шведов.

### Италия
Согласно исследованию, проведённому в ФГБОУ ВО «Воронежский государственный университет», по официальным данным Европейской статистической
службы (Евростат) на 1 января 2018 года население Италии составило 60 483 973 человек и среди них — около 17 тыс. долгожителей, или по одному столетнему долгожителю на 3558 жителей страны.

### Япония
В Японии люди живут дольше, чем в большинстве стран мира: в сентябре 2010 года было 44 449 японцев, переступивших столетний возраст, причём женщин среди долгожителей — подавляющее большинство. Таким образом, один столетний долгожитель приходится на каждые 2900 японцев. По данным министерства здравоохранения Японии на сентябрь 2016 года, число женщин-долгожителей увеличилось на 3797 и достигло 57 525, что составляет 87,6 процентов граждан в возрасте 100 лет и старше. Число мужчин-долгожителей увеличилось на порядок меньше — всего на 327 человек и достигло 8 167. На 15 сентября 2020 года в Японии жило 80 450 человек старше 100 лет, из них 88,2 % составляют женщины. На 100 000 населения приходилось 63,76 людей старше 100 лет. Большое количество долгожителей в Японии может быть объяснено высоким уровнем жизни.
Самым старым долгожителем Японии и вторым в мировой истории после Жанны Кальман является японка Канэ Танака, родившаяся 2 января 1903 года и умершая 19 апреля 2022 года. Её возраст на момент смерти составлял 119 лет 107 дней, это соответствует 43 572 дням. В Японии также проживал четвёртый старший в мировой истории и последний верифицированный человек, родившийся в XIX веке — Наби Тадзима, которая умерла 21 апреля 2018 года в возрасте 117 лет и 260 дней. В Японии также проживал самый старейший мужчина в мировой истории и последний верифицированный мужчина, родившийся в XIX веке — Дзироэмон Кимура, умерший в возрасте 116 лет и 54 дня. Самым известным и высокопоставленным долгожителем Японии был проживший 101 год Ясухиро Накасонэ, премьер-министр Японии с 1982 по 1987 год.
По состоянию на 1 октября 2021 года доля населения Японии в возрасте 65 лет и старше составляла 29,1 %, в возрасте 75 лет и старше — 15 %, в возрасте 85 лет и старше — 5,2 %. Причиной может быть относительно непродолжительный по времени послевоенный беби-бум в Японии и строгая иммиграционная политика. Также самая южная префектура Японии — Окинава — является одной из пяти «голубых зон» Земли — регионов мира, с самой высокой средней продолжительностью жизни. В префектуре Окинава в пять раз больше долгожителей, чем в остальной Японии, и в 100 раз больше, чем на планете Земля. Возможными объяснениями являются окинавская кухня, спокойный образ жизни, заботливое сообщество и активность. Многие исследователи в области медицины связывают огромное число долгожителей в префектуре Окинава с окинавской кухней, позиционируя её, как полезную для здоровья и продлевающую жизнь. По этой же причине в остальной Японии открывают всё больше ресторанов, где подают не традиционные японские блюда, а блюда окинавской кухни. Окинавская кухня состоит из продуктов с низким содержанием жиров и соли, таких как фрукты и овощи, бобовые, тофу и водоросли. Она особенно известна употреблением пурпурного картофеля, он же окинавский сладкий картофель (см. также: окинавская диета).
По мнению Ж. А. Медведева, высокая средняя продолжительность жизни японцев (в первую очередь жителей архипелага Окинава) вызвана в первую очередь генетическими факторами, а жителей средиземноморского региона — благоприятным климатом и образом жизни. Он также отмечал, что хотя в Токио действительно очень много людей в возрасте 100+ лет, каждый второй из них страдает старческим слабоумием и поэтому не является позитивным примером долголетия.

## Спорт и физкультура у долгожителей

### Известные спортсмены-долгожители

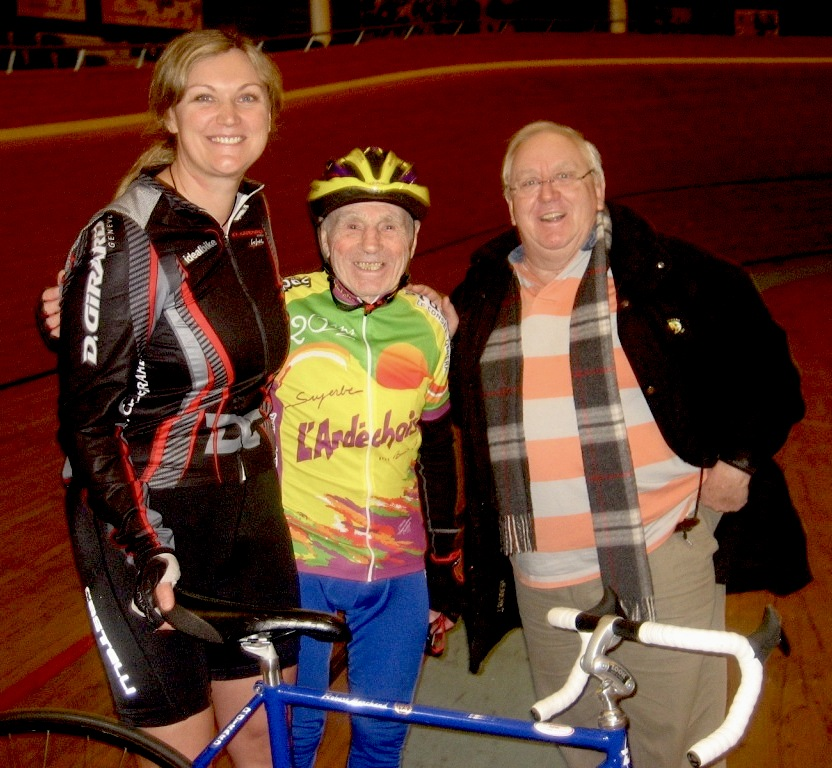
самый возрастной велоспортсмен Робер Маршан в возрасте 100 лет (2012 год)

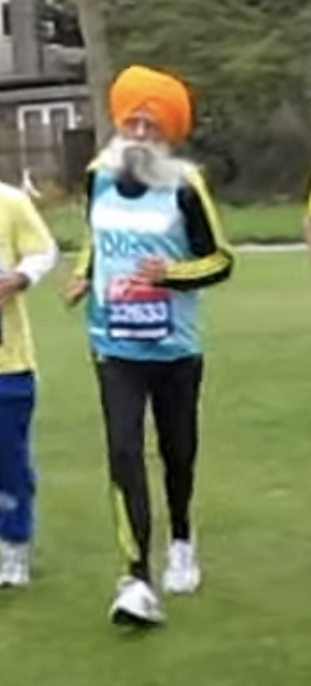
бегун Фауджа Сингх в 2012 году, в возрасте 101 год

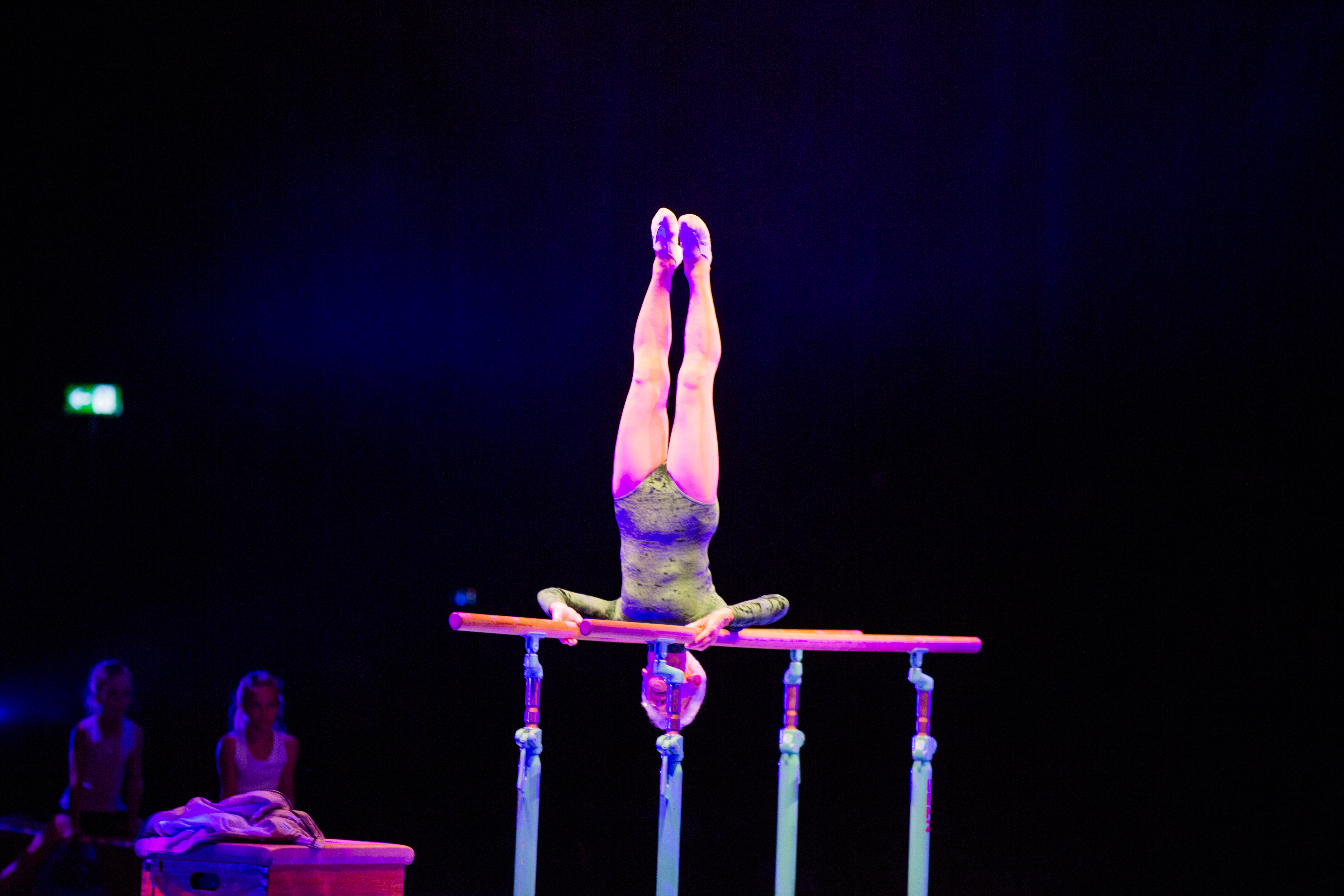
самая пожилая гимнастка Йоханна Кваас в 2017 году в возрасте 91 год

- Робер Маршан (1911—2021) — самый возрастной велоспортсмен, прожил 109 лет, участвовал в велоспортивных соревнованиях в возрасте более 100 лет, только в последний год жизни прекратил ездить на велосипеде из-за потери слуха, но занимался на велотренажёре[41].
- Фауджа Сингх (1911-2025) — бегун, который в последний раз участвовал в марафоне в 2016 году, в возрасте 105 лет.
- Александр Каптаренко (1912—2014) — игрок в настольный теннис, прожил 102 года, до последних дней участвовал в соревнованиях, в декабре 2013 года стал старейшим в истории Олимпийских игр участником эстафеты олимпийского огня.
- Марк Сертич (1921—2020) — старейший хоккеист в мире, прожил 99 лет, играл в хоккей до 98 лет, пока у него не обнаружили рак.
- Йоханна Кваас (род. 1925) — самая возрастная гимнастка.

## Стодесятилетние долгожители
Из 1000 людей, доживших до ста лет, только примерно двое доживают до 110 лет. По теоретическим оценкам, стодесятилетних людей сейчас в мире должно быть около 300—450 человек, но большой проблемой является их поиск и верификация. Верификация затруднена плохой документированностью дат рождения и множеством попыток фальсификации. Только один человек за всю историю наблюдений смог достоверно прожить более 120 лет — ставшая вследствие своего возраста легендарной Жанна Кальман (122,5 года). Учёными высказывается гипотеза, что супердолгожители доживают до своего титульного возраста, поскольку имеют жизнь, свободную от основных возрастно-зависимых заболеваний, пока не подойдут вплотную к максимуму возможностей человеческого организма, который теоретически оценивается примерно в 125—127 лет. Изучение естественных супердолгожителей имеет большую ценность для понимания того, как может дольше и качественнее прожить обычный человек.